# Колки (Хмельницький район)
Ко́лки — село в Україні,  у Теофіпольській селищній громаді Хмельницького району Хмельницької області.
Розташоване на півночі району.
Село межує на півночі із селом Волиця, на сході із селами Корчівка і Ординці, на півдні з Василівкою та на заході з Олійниками.

## Історія
Вперше Колки згадуються у документах, зареєстрованих в Кременецьких гродських книгах в 1550 році. Тоді власниками села були брати Олехно і Мартин Краєвскі. Назва села походить від березового гаю на мочаристому грунті.
Вперше згадуються Колки у XVI столітті як маєток князів Заславських, а згодом Острозьких. Декілька разів село грабували татари, вщент знищили його під час козацьких воєн. З кінця XVII століття власником Колок був князь Сангушко, а з 1753 року – поміщики Камінські. Поміщики мали типове господарство – володіли ставом, млином та лісами з ланами.
У середині XIX століття Колки мали понад півтисячі мешканців, тут розміщувалася волосна адміністрація, з 1870 року працювала церковнопарафіяльна школа, з 1872 року – державне однокласне училище. Особливою гордістю селян був місцевий храм Св. Миколая. Відомо, що храм існував у 1761 році, згодом на кошти селян у 1793 – 1800 роках побудований був новий – дубовий, на кам’яному фундаменті. У храмі з давніх часів перебувала старовинна ікона Святителя і Чудотворця Миколая, що вважалася чудодійною та притягувала до себе паломників з усієї околиці. На жаль, у 1930-х роках войовничі атеїсти, так само, як й у більшості сусідніх селах, знищили храм.
Станом на 1886 рік в колишньому власницькому селі, центрі Колківської волості Старокостянтинівського повіту Волинської губернії, мешкало 655 осіб, налічувалось 84 дворових господарства, існувала  православна церква, училище, школа, аптека, постоялий будинок й 3 вітряних млини.
За переписом 1897 року кількість мешканців зросла до 805 осіб (392 чоловічої статі та 413 — жіночої), з яких 729 — православної віри.
Колки дали православному світу видатну родину священнослужителів Хотовицьких. Серед них були священики, монахи, ректор духовної семінарії, благочинний, архієпископ, священномученик.
Згадується село Колки і в книзі Теодоровича М. І. "Історико - статистичний опис церков і приходів Волинської єпархії", том 4 (Староконстантиновский уезд). Так, в книзі зазначено наступне:
Колки знаходяться при двох невеликих ставках, на горбистій місцевості, по якій протікають струмки, що беруть свій початок з джерел. На протоці струмків влаштовано п'ять загат і декілька колодязів, з яких селяни беруть воду для себе та своєї худоби. На північний захід села місцевість називається Чорні лози, хоча в дійсності там немає лоз, а лише вироблене поле. На південь від села місцевість називають Глибока долина. Місцевість на північ села називається Кути, а на схід — Березина. На схід від села розташований дубовий ліс, який належить поміщику і церкві. Біля села пролягає Староконстантинівський поштовий тракт, по якому в 1859 році проїжджав імператор Олександр II і зупинявся в Колківській корчмі.
Сільські дороги зручні, чорноземи родючі, клімат здоровий та не стимулює розвиток хвороб.

## Церква
В селі Колках церква на честь Святителя і Чудотворця Миколая. Будова закладена 27 серпня 1793 року, добудована 1800 року та освячена 15 жовтня 1800 року Кременецьким Протоієереєм Громачевським з дозволу Варлаама - Єпископа Волинського і Житомирського. Особливе місце в церкві займала ікона Святого Миколая Чудотворця. На іконі Святий зображений у весь ріст, ікона закривається шатою - іконою перенесення мощей св. Миколая - це дуже старовинна ікона, яка була ще у старому храмі і перенесена у новий. В 1867 році ікона оздоблена дорогою срібною ризою, зроблена на церковні кошти. Ікона ця писана на полотні, висота її 1 ціла і 1/4 аршина, а ширина 3/4 аршина. Є на іконі і сережки срібні, і взагалі металічні і воскові зображення, але коли і ким пожертовані невідомо. Частина цих срібних привісок приладнована до ризи. Здавна ця ікона вважалась чудотворною.

## Адміністративна належність
У 1886 році Колки були центром Колківської волості Старокостянтинівського повіту Волинської губернії.
7 (20) листопада 1917 року, відповідно до.Третього Універсалу Української Центральної Ради, увійшло до складу Української Народної Республіки.
У 1971 році село Колки було підпорядковано сільраді села Во́лиця-Польова́ Теофіпольського району
До 2020 було підпорядковано Олійницькій сільській раді. 
12 червня 2020 року, відповідно до розпорядження Кабінету Міністрів України № 727-р «Про визначення адміністративних центрів та затвердження територій територіальних громад Хмельницької області», увійшло до складу Теофіпольської селищної громади.
19 липня 2020 року, в результаті адміністративно-територіальної реформи та ліквідації Теофіпольського району, село увійшло до складу Хмельницького району.
З початку повномасштабного вторгнення Росії у 2022 році в селі функціонує волонтерський центр.

## Відомі люди
Члек Роман—український військовослужбовець, учасник російсько-української війни.